# Giorgio Biandrata
Giorgio Biandrata (Blandrata György) (Saluzzo, 1515 – Gyulafehérvár, 1588. május 5.) olasz orvos, udvari orvos és erdélyi tanácsos, reformátor.

## Élete
Orvosi és bölcsészeti tanulmányait 1533-ban fejezte be a Montpellier-i egyetemen. Udvari pályafutását I. Zsigmond lengyel király második neje, Sforza Bona királyné orvosaként kezdte. Feltehetőleg az anyakirályné ajánlotta be lányához, Izabella királynéhoz, akinek erdélyi udvarában 1544-től 1551-ig szolgált orvosként. Ekkor a bújdosó királynét Kassára, azután 1552-ben Lengyelországba Bona királynéhoz, innen a sziléziai Oppelnbe és Ratiborba, azután ismét vissza a Lengyel Királyságba kísérte. Ezt követően az anyakirálynét kísérve Itáliába utazott. Egy ideig Velence környékén tartózkodott, és Mestre egyházi községben fizetést kapott.
Dogmatikai kérdésekben nyilvánított rendhagyó nézetei miatt Bécsbe idézték kihallgatásra, majd a padovai inkvizíció üldözése elől Genfbe menekült, ahol elfogadta Kálvin vallási nézeteit, és az ottani olasz református egyházközség tagjává vált. Gyakran szállt vitába, s miután Genfben helyzete tarthatatlanná vált, 1558-ban Lengyelországba költözött. Kezdetben még az ottani kálvinista egyházban játszott vezető szerepet, de már 1562-ben nyíltan elszakadt a kálvinizmustól, a Szentháromságot tagadó tanokat  (Faustus Socinus után „szociniánus tanok”-nak is nevezték, mely elveket és tanokat a De haereticis és a Contra libellum Calvini című műveiben fogalmazott meg) hirdetett, s több olasz társával együtt megalapította a lengyel unitariánizmust. Mivel a lengyel lutheránusok és kálvinisták egyaránt üldözték, elfogadta János Zsigmond erdélyi fejedelem meghívását, aki 1563-ban orvosává és belső tanácsosává tette. János Zsigmond halálát követően Báthory István, Báthory Kristóf és Ghiczy János kormányzó szolgálatában állt, szintén udvari orvosi és tanácsosi minőségben.
Dávid Ferenc mellett ő lett Erdélyben az antitrinitárius eszmék egyik fő hirdetője. Élete vége felé összeütközésbe került Dávid Ferenccel is, mivel nem értett egyet a Krisztus istenségét tagadó radikális tanokkal. Dávid Ferenc bebörtönzését követően visszavonult a teológiai vitáktól, és kizárólag orvosi hivatásának élt. Nagy vagyont halmozott fel, és állítólag visszatért a római katolikus hitre. Gyulafehérváron halt meg 1588. május 5-én, 73 éves korában, de halálának körülményei máig tisztázatlanok. Jakub Wujek jezsuita szerzetes szerint Alfonzo öccsének fia, Giorgio, megfojtotta.

## Munkái
1. Gynaecerorum ex Aristotele et Bonaciolo a G. Biandrata medico subalpino noviter excerpta de foecunditatione, graviditate, partu et puerperio. Argentinae, 1539. (Izabella királynénak ajánlva).
2. Catechismus ecclesiarum dei. Claudiopoli, 1566. (Dávid Ferenccel).
3. Propositiones in disputatione Albensi. Claudiopoli, 1566.
4. Refutatio scripti Georgii Maioris. Claudiopoli, 1569. (Dávid Ferenccel).

## Emlékezete
- Blandrata György néven ő az egyik főszereplője Gál Vilmos történelmi regényének, a Báthory – A korona ára című könyvnek.

## Külső kapcsolatok
- Jakab Elek: Néhány adat Blandrata György élete és jelleme ismeréséhez. In: Keresztény Magvető, Kolozsvár, 1877. 1-32.